# ميرسفيل (ماريلاند)
ميرسفيل (بالإنجليزية: Myersville, Maryland)‏ هي بلدة تقع في مقاطعة فريدريك، ميريلاند بولاية ماريلاند في الولايات المتحدة. تبلغ مساحتها 2.64 (كم²)، وترتفع عن سطح البحر 205 م، بلغ عدد سكانها 1626 نسمة في عام 2010 حسب إحصاء مكتب تعداد الولايات المتحدة وتصل الكثافة السكانية فيها 615.5 نسمة/كم2.

## التركيبة السكانية
قام مكتب تعداد الولايات المتحدة بتحديد بيانات التركيبة السكانية لميرسفيل في تعداد الولايات المتحدة. في ما يلي، التركيبة السكانية حسب تعدادي 2000 و2010.

### تعداد عام 2000
بلغ عدد سكان ماتشوال 132 نسمة بحسب تعداد عام 2000، وبلغ عدد الأسر 51 أسرة وعدد العائلات 39 عائلة مقيمة في القرية. في حين سجلت الكثافة السكانية 969.6 نسمة لكل ميل مربع (374.4/كم2). وبلغ عدد الوحدات السكنية 51 وحدة بمتوسط كثافة قدره 374.6 نسمة لكل ميل مربع (144.6/كم2).
وتوزع التركيب العرقي للقرية بنسبة 100.00% من البيض.
بلغ عدد الأسر 51 أسرة كانت نسبة 37.3% منها لديها أطفال تحت سن الثامنة عشر تعيش معهم، وبلغت نسبة الأزواج القاطنين مع بعضهم البعض 70.6% من أصل المجموع الكلي للأسر، ونسبة 5.9% من الأسر كان لديها معيلات من الإناث دون وجود شريك، وكانت نسبة 21.6% من غير العائلات. تألفت نسبة 19.6% من أصل جميع الأسر من أفراد ونسبة 13.7% كانوا يعيش معهم شخص وحيد يبلغ من العمر 65 عاماً فما فوق. وبلغ متوسط حجم الأسرة المعيشية 2.90، أما متوسط حجم العائلات فبلغ 2.59.
بلغ العمر الوسطي للسكان 37 عاماً. وكانت نسبة 23.5% من القاطنين تحت سن الثامنة عشر، وكانت نسبة 6.8% بين الثامنة عشر والأربعة وعشرون عاماً، ونسبة 35.6% كانت واقعةً في الفئة العمرية ما بين الخامسة والعشرون حتى والأربعة وأربعون عاماً، ونسبة 18.9% كانت ما بين الخامسة والأربعون حتى الرابعة والستون، ونسبة 15.2% كانت ضمن فئة الخامسة والستون عاماً فما فوق. يوجد لكل 100 أنثى 73.7 ذكر، ويوجد لكل 100 أنثى في الثامنة عشر من عمرها فما فوق 77.2 ذكر.
بلغ متوسط دخل الأسرة في القرية 50,000 دولار، أما متوسط دخل العائلة فبلغ 51,875 دولار. وكان متوسط دخل الذكور 30,750 دولار مقابل 23,750 دولار للإناث. وسجل دخل الفرد الخاص بالقرية 16,722 دولار. ولم يكن هناك عوائل تحت خط الفقر، وكانت نسبة 1.0% من غير العوائل تحت خط الفقر،

### تعداد عام 2010
بلغ عدد سكان ميرسفيل 1,626 نسمة بحسب تعداد عام 2010، وبلغ عدد الأسر 531 أسرة وعدد العائلات 437 عائلة مقيمة في البلدة. في حين سجلت الكثافة السكانية 1,594.1 نسمة لكل ميل مربع (615.5/كم2). وبلغ عدد الوحدات السكنية 553 وحدة بمتوسط كثافة قدره 542.2 لكل ميل مربع (209.3/كم2).
وتوزع التركيب العرقي للبلدة بنسبة 95.1% من البيض و 0.2% من الأمريكيين الأصليين و 1.3% من الأمريكيين ذوي الأصول الآسيوية و 2.2% من الأمريكيين الأفارقة و 1.0% من عرقين مختلطين أو أكثر.
بلغ عدد الأسر 531 أسرة كانت نسبة 49.5% منها لديها أطفال تحت سن الثامنة عشر تعيش معهم، وبلغت نسبة الأزواج القاطنين مع بعضهم البعض 70.8% من أصل المجموع الكلي للأسر، ونسبة 8.7% من الأسر كان لديها معيلات من الإناث دون وجود شريك، بينما كانت نسبة 2.8% من الأسر لديها معيلون من الذكور دون وجود شريكة وكانت نسبة 17.7% من غير العائلات. تألفت نسبة 13.2% من أصل جميع الأسر من أفراد ونسبة 6.7% كانوا يعيش معهم شخص وحيد يبلغ من العمر 65 عاماً فما فوق. وبلغ متوسط حجم الأسرة المعيشية 3.41، أما متوسط حجم العائلات فبلغ 3.06.
بلغ العمر الوسطي للسكان 38.1 عاماً. وكانت نسبة 30.8% من القاطنين تحت سن الثامنة عشر، وكانت نسبة 8.5% بين الثامنة عشر والأربعة وعشرون عاماً، ونسبة 23.7% كانت واقعةً في الفئة العمرية ما بين الخامسة والعشرون حتى والأربعة وأربعون عاماً، ونسبة 30.1% كانت ما بين الخامسة والأربعون حتى الرابعة والستون، ونسبة 6.9% كانت ضمن فئة الخامسة والستون عاماً فما فوق. وتوزع التركيب الجنسي للسكان بنسبة 50.2% ذكور و49.8% إناث.

## وصلات خارجية
- The US50 - Cities and Towns in Maryland State
- Maryland Cities and Towns, Facts, Map, Flag, Colleges, Government, and More